# Balzola
Balzola és un municipi situat al territori de la província d'Alessandria, a la regió del Piemont, (Itàlia).
Pertanyen al municipi les frazioni de Cantone Borgoratto, Cantone Cascine, Cantone Castelli - Piazza Vignazza, Cantone Giarone, Cantone Pozzarello, Cantone Quadro, Cantone Villa i Cantone Villaveri.
Balzola limita amb els municipis de Casale Monferrato, Costanzana, Morano sul Po, Rive i Villanova Monferrato.

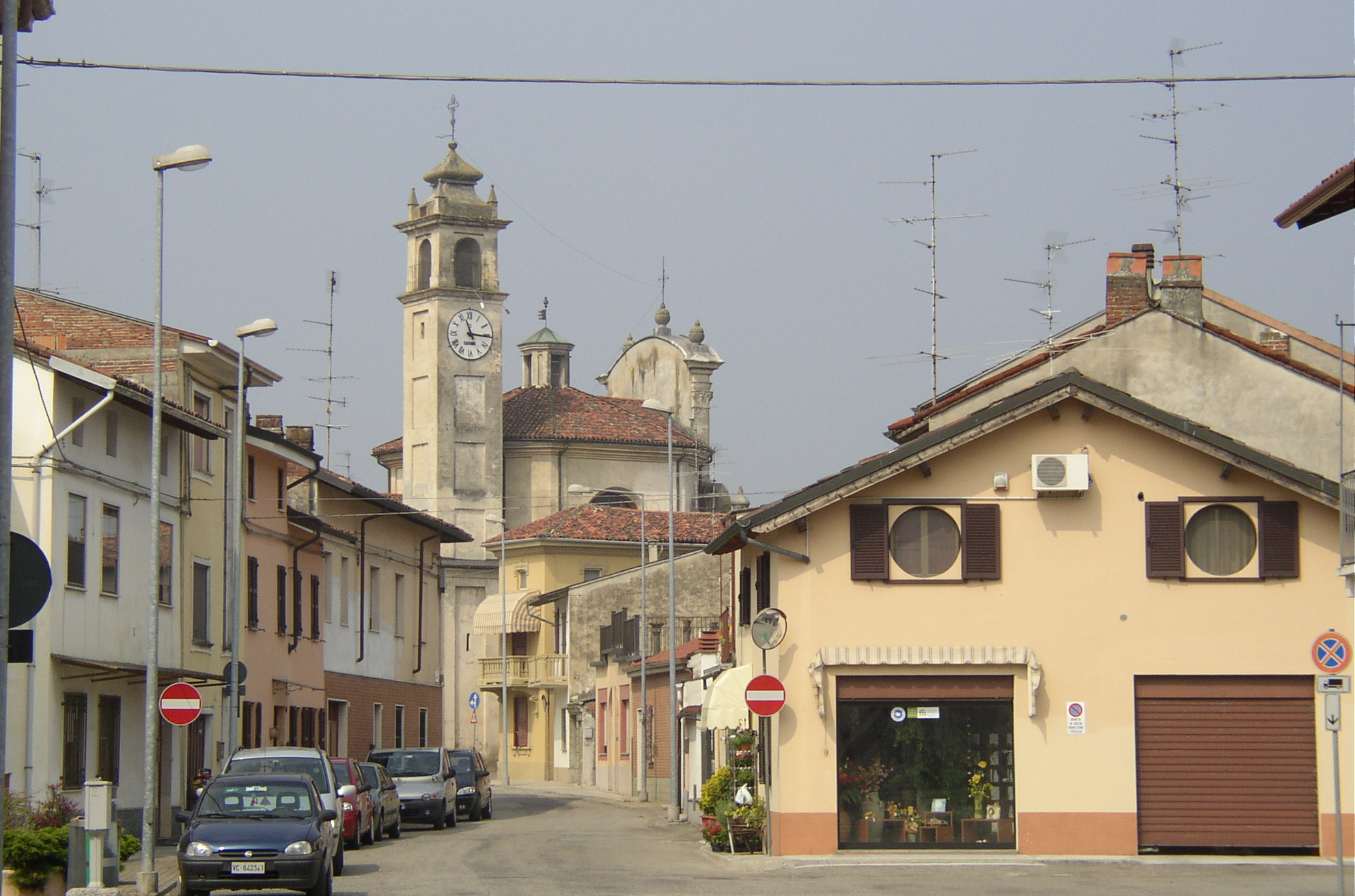
Vista del poble
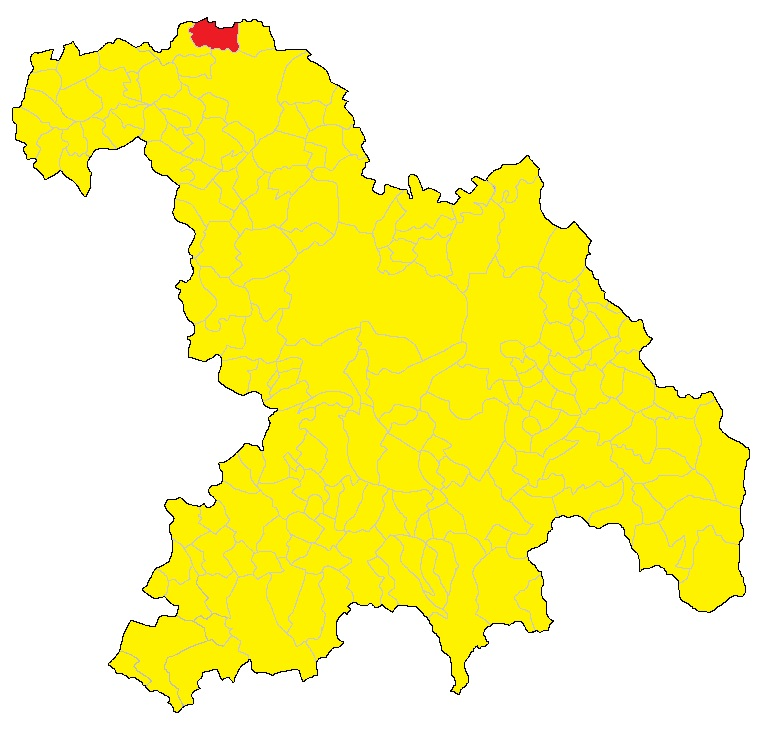
Localització del municipi de Balzola a la prov. d'Alessandria (Piemont)